# 텔레칩스
주식회사 텔레칩스(Telechips)는 1999년 설립되어 경기도 성남시에 본사를 둔 팹리스(fabless) 기업으로, 일본(도쿄), 중국, 미국(어바인, 디트로이트), 독일(뮌헨) 및 싱가포르에 지사를 두고 있다.

## 제품
이 회사는 지능형 자동차 조종석 시스템 및 스마트 STB/OTT에 사용되는 칩 시스템 제품을 판매한다.

## 같이 보기
- 팹리스 반도체 기업